# Escharoides tridens
Escharoides tridens är en mossdjursart som först beskrevs av Calvet 1909.  Escharoides tridens ingår i släktet Escharoides och familjen Exochellidae. Inga underarter finns listade i Catalogue of Life.